# Rosa María García González
Rosa María García González (Alcoi, 22 de gener de 1964) és una empresària i política valenciana, diputada a les Corts Valencianes en la IX legislatura.
Ha treballat com a directora i locutora de ràdio i com a empresària. És coordinadora de Ciutadans - Partit de la Ciutadania a Alcoi des que es va fundar aquest partit al País Valencià. Membre de la junta directiva de l'executiva provincial d'Alacant. Fou la número dos de la llista del partit per l'ajuntament d'Alcoi a les eleccions municipals espanyoles de 2015,[1] però renuncià quan fou escollida diputada a les [eleccions a les Corts Valencianes de 2015. Forma part de la Comissió d'Indústria i Comerç, Turisme i Noves Tecnologies a més de la Comissió d'Agricultura, Ramaderia i Pesca de les Corts Valencianes.És a més Presidenta de la Comissió especial de recerca sobre els aspectes de la gestió general de les institucions firals de la Comunitat Valenciana.